# Дуброво (Щёлковский район)
Дуброво — деревня в Щёлковском районе Московской области России, входит в состав городского поселения Фряново. Население — 37 чел. (2010).

## География
Деревня Дуброво расположена на северо-востоке Московской области, в восточной части Щёлковского района, недалеко от границы с Владимирской областью, примерно в 51 км к северо-востоку от Московской кольцевой автодороги и 37 км к северо-востоку от одноимённой железнодорожной станции города Щёлково.
В 7 км северо-восточнее деревни проходит Московское большое кольцо А108, в 7 км к северо-западу — Фряновское шоссе Р110, в 15 км к юго-западу — Московское малое кольцо А107, в 25 км к югу — Горьковское шоссе М7. В 1 км к востоку протекает река Мележа бассейна Клязьмы. Ближайшие населённые пункты — деревни Захарово, Мележа и Рожково.
К деревне приписано шесть садоводческих товариществ (СНТ).

## Население
| 1852 | 1859 | 1869 | 1899 | 1926 | 2002 | 2006 |
| ---- | ---- | ---- | ---- | ---- | ---- | ---- |
| 148  | ↗153 | ↘135 | ↘58  | ↗245 | ↘35  | ↘29  |
| 2010 |      |      |      |      |      |      |
| ↗37  |      |      |      |      |      |      |

## История
В середине XIX века сельцо Дуброва относилось ко 2-му стану Богородского уезда Московской губернии и принадлежало капитану Фёдору Афанасьевичу и корнету Петру Фёдоровичу Ладыгиным, а также прапорщице Елизавете Фёдоровне Строевой. В сельце было 19 дворов, крестьян 67 душ мужского пола и 81 душа женского.
В «Списке населённых мест» 1862 года — владельческая деревня 2-го стана Богородского уезда Московской губернии по левую сторону Стромынского тракта (из Москвы в Киржач), в 32 верстах от уездного города и 33 верстах от становой квартиры, при колодце, с 19 дворами и 153 жителями (71 мужчина, 82 женщины).
По данным на 1869 год — деревня Аксёновской волости 3-го стана Богородского уезда с 34 дворами, 34 деревянными домами, хлебным запасным магазином, четырьмя полушерстоткацкими заведениями и 135 жителями (78 мужчин, 57 женщин), из которых 8 грамотный. Количество земли составляло 208 десятин, в том числе 100 десятин пахотной. Имелось 26 лошадей, 32 единицы рогатого и 5 единиц мелкого скота.
В 1913 году — 38 дворов.
По материалам Всесоюзной переписи населения 1926 года — центр Дубровского сельсовета Аксёновской волости Богородского уезда в 9 км от Фряновского шоссе и 31 км от станции Богородск Нижегородской железной дороги, проживало 245 жителей (118 мужчин, 127 женщин), насчитывалось 49 хозяйств (48 крестьянских).
С 1929 года — населённый пункт Московской области в составе:
- Ерёминского сельсовета Щёлковского района (1929—1954)[16],
- Рязанцевского сельсовета Щёлковского района (1954—1959, 1960—1963, 1965—1994)[17][18][19],
- Рязанцевского сельсовета Балашихинского района (1959—1960)[17][20],
- Рязанцевского сельсовета Мытищинского укрупнённого сельского района (1963—1965)[21],
- Рязанцевского сельского округа Щёлковского района (1994—2006)[19],
- городского поселения Фряново Щёлковского муниципального района (2006 — н. в.)[22][23].

## Русская православная церковь
Часовенный столб, построен в 2005-2006 годах вместо старого часовенного столба рубежа XIX-XX веков, разобранного в начале 2000-х годов. Приписан к гарнизонной церкви Александра Невского посёлка Ногинск-9.